# Francesco Accolti
Francesco Accolti, detto l'Aretino (Arezzo, 1416 circa – Siena, maggio 1488), è stato un giurista, letterato e umanista italiano, fratello di Benedetto Accolti.

## Biografia
A Siena, dal 1434 al 1438, fu discepolo dell'umanista e scrittore Francesco Filelfo.
Insegnò giurisprudenza a Bologna dal 1440 al 1445, a Ferrara, dove fu consigliere di Borso d'Este, a Siena, a Milano, e in questa città ricoprì l'incarico di segretario di Francesco Sforza, e dal 1479 al 1484 a Pisa. Oltre ad essere un giurista di fama, svolse anche varie missioni diplomatiche.
Tra le sue opere si ricordano i Consilia seu Responsa iuris (1482) e le Repetitiones (1494), oltre a vari commenti sulle Decretali.

## Opere

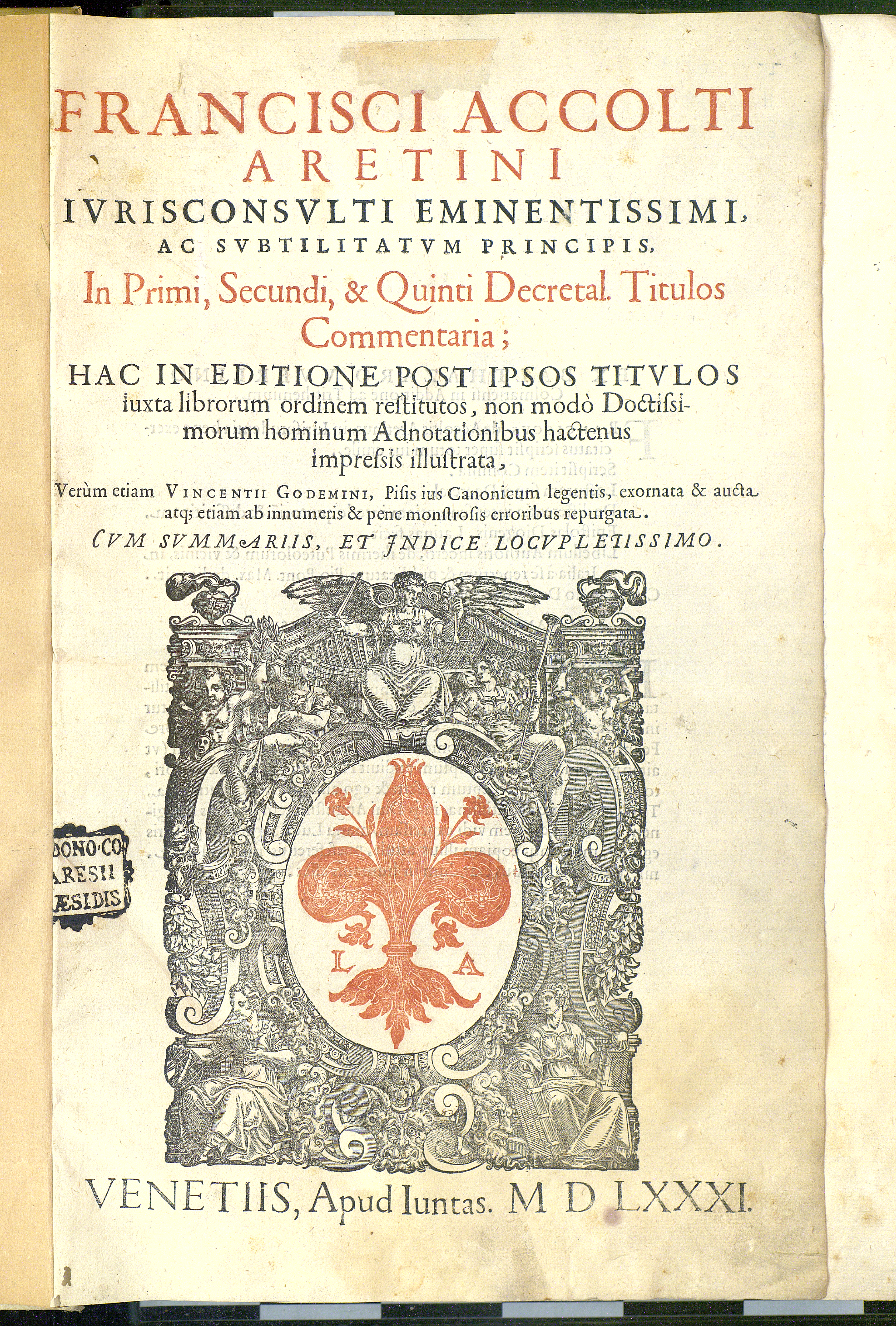
In primi, secundi et quinti Decretalium titulos commentaria, 1581

- (LA) Consilia, Pisa, Tipografo dell'Accolti, Consilia, 1482.
- (LA) Super titulo De accusationibus, inquisitionibus et denunciationibus, Pescia, Bastiano Orlandi & Raffaele Orlandi, 1486.
- (LA) Super titulis De verborum obligationibus et de duobus reis constituendis, Pescia, Bastiano Orlandi & Raffaele Orlandi, 1486.
- (LA) Super titulo De adquirenda vel omittenda possessione, Pescia, Bastiano Orlandi & Raffaele Orlandi, 1486.
- (LA) Super titulis De verborum obligationibus et de duobus reis constituendis, Pavia, Bernardino Rovelli & Ambrogio Rovelli, 1493.
- (LA) Super aliquibus titulis Decretalium, Venezia, Raynaldus da Nimwegen, 1495.
- (LA) Super titulo Qui testamenta facere possunt et quemadmodum testamenta fiant, Milano, Ulrich Scinzenzeler, 1495.
- (LA) Super secunda parte Digesti veteris, Pavia, Bernardino Rovelli & Ambrogio Rovelli, 1497.
- (LA) Super titulo De vulgari et pupillari substitutione, Pavia, Bernardino Rovelli & Ambrogio Rovelli, 1500.
- (LA) Super prima et secunda Digesti novi, Trino, Giovanni Giolito de Ferrari (1.) & Gerardo Zeglio, 1514.
- (LA) In primi, secundi et quinti Decretalium titulos commentaria, Venezia, Lucantonio Giunta (2.), 1581.

### Manoscritti

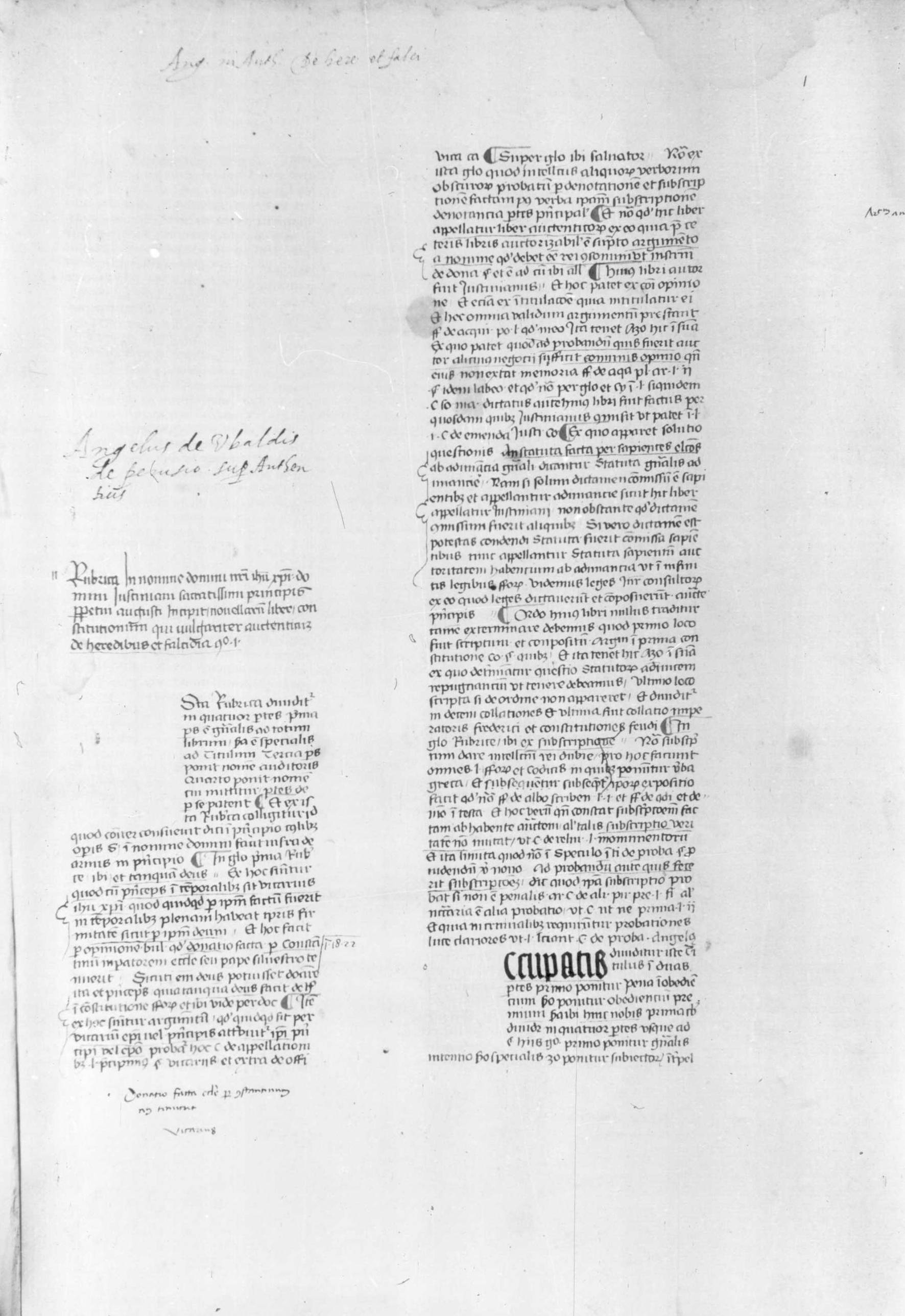
Consilia, manoscritto, XV secolo. Perugia, Biblioteca Comunale Augusta, Fondo manoscritti, N.F. 45.

- Consilia, XV secolo, Perugia, Biblioteca Comunale Augusta, Fondo manoscritti, N.F. 45.
- Additiones ad Digestum vetus, XIV secolo, Città del Vaticano, Biblioteca Apostolica Vaticana, Fondo Vaticano latino, Vat. lat. 1410.
- Consilium in causa Florentiae, XV secolo, Città del Vaticano, Biblioteca Apostolica Vaticana, Fondo Vaticano latino, Vat. lat. 5607.
- Recollectae, XV secolo, Napoli, Biblioteca Nazionale Vittorio Emanuele III, Fondo Nazionale, ms. I.H.38.
- Repetitio ad D. 39.1, XV secolo, Firenze, Biblioteca Nazionale Centrale, Fondo Magliabechiano, Magl. Cl. XXIX.127.